# Руссотто, Андреа
Андреа Руссотто (итал. Andrea Russotto; 25 мая 1988 года в Риме) — итальянский футболист, атакующий полузащитник клуба «Сиракуза».

## Клубная карьера
Будучи одним из самых перспективных итальянских молодых футболистов, он начал свою карьеру в составе молодёжной системы «Лацио». С 2003 года Руссотто уже регулярно играл в национальных юношеских сборных, ему предложило свои услуги футбольное агентство «GEA World», которое хотело представлять перспективного игрока. Руссотто отказался от услуг GEA, и для того, чтобы уйти от постоянного давления со стороны агентства, он переехал в Швейцарию, где подписал контракт с «Беллинцоной», командой из италоязычной части Швейцарии, которая в то время играла в швейцарском Втором дивизионе.
Когда я играл за «Лацио», мне сказали, что, если я не буду связан с GEA, я не смогу построить успешную карьеру. Я отказался и перешёл в «Беллинцону».Андреа Руссотто
В 2005 году клуб Серии А «Тревизо» арендовал Руссотто, но отправил его на весь сезон в Примаверу, где он сформировал результативное партнёрство с Робертом Аквафреской. Руссотто позже дебютировал в Серии А в том же сезоне в возрасте 17 лет и завершил сезон с 4 матчами за первую команду. Знаменитый журнал «World Soccer» даже включил Руссотто в список 50 лучших молодых игроков в мире, он стал одним из двух итальянцев (другой — Лоренцо Де Сильвестри).
«Тревизо» продлило аренду на следующий сезон (хотя клуб был понижен в Серию B), и Руссотто, наконец, начал проявлять признаки карьерного роста. Он дебютировал за Италию (до 21 года) в возрасте 18 лет, а за клуб сыграл 32 матча и забил 4 гола в сезоне. «Тревизо» продлил аренду ещё на сезон 2007/08, но, хотя он сыграл 31 матч, забил 1 гол и играл на высоком уровне, как и в предыдущем сезоне, он в основном использовался в качестве замены.
Летом 2008 года он, наконец, вернулся в «Беллинцону», а затем представлял другой клуб снова на правах аренды, на этот раз он присоединился к «Наполи» из Серии А с опцией права на выкуп контракта. Однако молодой футболист играл не часто при главном тренере Эдоардо Рее и его замене Роберто Донадони, «Наполи» позже решило не осуществлять выкуп игрока и, следовательно, Руссотто был отправлен обратно в Швейцарию.
Он вернулся в Швейцарию, где провёл первую половину сезона, играя с первой командой «Беллинцоны» в швейцарской Суперлиге. В январе 2010 года он был отдан в аренду (на аналогичных условиях, как и в случае с «Наполи») в клуб Серии B, «Кротоне».
31 августа 2011 года Руссотто перешёл в «Ливорно», где из-за операции на левом мениске дебютировал лишь 19 ноября, его команда проиграла с минимальным счётом «Асколи».
Не сумев закрепиться в «Ливорно», 31 января 2012 года Руссотто перешёл в «Каррарезе» из Высшего дивизиона Профессиональной лиги, он подписал контракт на шесть месяцев. За новый клуб он сыграл 11 матчей и забил один гол в ворота «Зюйдтироля». В конце сезона, 13 октября 2012, он на правах свободного агента перешёл в «Катандзаро». 18 ноября 2012 года в домашнем матче против «Прато» он забил свой первый гол в клубе. Сначала он попал в штангу, но затем сам же добил мяч в ворота, хозяева победили со счётом 2:1. 22 декабря 2012 года Руссотто оформил дубль в матче против «Губбио».
16 июля 2015 года «Катандзаро» оформил трансфер игрока в «Салернитану». Руссотто сыграл за клуб лишь один матч во втором туре кубка Италии.
31 августа 2015 года он перешёл в «Катанию». Он дебютировал за клуб 20 сентября 2015 года в игре против «Матеры». Руссотто забил свой первый гол в футболке команды 27 сентября в матче против «Искьи», а 12 декабря оформил дубль в игре против «Мельфи».
19 июля 2019 года Руссотто перешёл в «Кавезе».
14 января 2021 года он вернулся в «Катанию», подписав контракт на 1,5 года. 9 апреля 2022 года он был уволен вместе со всеми своими товарищами по «Катании» после исключения клуба из всех турниров из-за ряда нерешённых финансовых проблем. В августе 2022 года Руссотто подписал контракт с воссозданным клубом «Катания», который заявили в Серию D. 19 марта 2023 года команда выиграла лигу с шестью играми, оставшимися со старого состава, таким образом вернувшись в профессиональные турниры.
19 июля 2023 года было официально объявлено о его переходе в клуб Серии D «Сиракуза».

## Национальная сборная
Руссотто играл во всех молодёжных сборных Италии.
12 декабря 2006 года в возрасте 18 лет он дебютировал в сборной до 21 года, выйдя на замену вместо Валерио Вирги во втором тайме товарищеского матча против Люксембурга (2:0), Руссотто поспособствовал удвоению счёта. 7 сентября 2007 года он забил свой первый гол за молодёжь в матче против Фарерских островов.
22 июля 2008 года состоялся его дебют в национальной олимпийской команде, он вышел на поле в матче с Румынией (1:1), в рамках подготовки к Олимпиаде 2008 года. Сначала Пьерлуиджи Казираги включил его в список резервов, а затем, 12 августа — в основной состав, чтобы заменить травмированного Клаудио Маркизио, который не мог выйти на поле на турнире. Он тренировался с молодёжной сборной в 2007—2009 годах, но не был вызван на молодёжное Евро 2009 года.